# Gustavo Penadés
Gustavo Carlos Penadés Etchebarne (Montevideo, 7 de octubre de 1965) es un político uruguayo, integrante del Partido Nacional hasta 2023, que fue electo como Senador de la República entre 2020 y 2023 por el sector del herrerismo y que se desempeñó como presidente del Parlamento del Mercosur. En mayo de 2023 renunció a este último cargo, tras muchas acusaciones de explotación sexual de menores, y por las cuales resultó posteriormente imputado. Fue posteriormente desaforado de su banca en la cámara alta, por unanimidad, y a petición de la fiscal actuante en el caso. Penadés renunció al Partido Nacional en junio de 2023. En octubre de 2023, se formalizó la investigación por presuntos delitos de explotación sexual a menores. Se encuentra privado de libertad.

## Biografía
Gustavo Penadés comienza a militar en el Partido Nacional en 1982, en el sector herrerista, junto con quien años más tarde se convertiría en Presidente de la República, el Dr. Luis Alberto Lacalle. En 1990 es electo edil departamental por Montevideo hasta 1994 cuando es electo Diputado Nacional por Montevideo por la lista herrerista. En 1999 es reelecto diputado por Montevideo y en 2001 asume como Presidente de la Cámara de Representantes. En 2004 es electo Senador de la República y asume el 15 de febrero de 2005 como tal. Fue reelecto para el cargo en las elecciones de octubre de 2009. En lás últimas etapas de la campaña electoral de 2009 asumió la tarea de responsabilizarse de la campaña del Partido Nacional en el balotaje que enfrentó al Dr. Luis Alberto Lacalle con José Mujica, quien finalmente resultó electo Presidente de la República. 
En las elecciones del 2014 fue elegido Diputado por el departamento de Montevideo con la  Lista 71.  En las elecciones de 2019 fue elegido Diputado por el herrerismo, pero desde el 1° de marzo de 2020 hasta el 6 de junio de 2023 ocupó una banca de Senador tras la renuncia de Luis Alberto Heber, quien pasó a ocupar el cargo de Ministro de Transporte y Obras Públicas. 
El 6 de junio de 2023, en contexto de una controversia por abuso de menores presentó su renuncia al Partido Nacional.

## Caso Penadés
En marzo de 2023 fue acusado por una militante del Partido Nacional, Romina Celeste Papasso, de haberle pagado por mantener relaciones sexuales cuando ella aún era menor de edad y se identificaba como varón. Posteriormente, el senador convocó una conferencia de prensa en donde aclaró que se declaraba inocente de las conductas delictivas de las que se lo acusaba. Además, anunció que denunciaría a Papasso por difamación. En junio de 2023 el caso estaba en curso, con nueve nuevos denunciantes posteriores a Papasso bajo un modus operandi similar. Gustavo Penadés se encontraba imputado por la cantidad, gravedad y contundencia de los testimonios. La mayoría de las víctimas denunciantes de su accionar tenían entre 9 y 15 años al momento de los hechos.
El 7 de junio de 2023 le fueron quitados sus fueros parlamentarios a solicitud de la Fiscalía General de la Nación.
El 10 de octubre  del 2023, se lo formalizó con prisión preventiva por la comisión de delitos: once de explotación sexual a menores, cuatro de abuso sexual muy agravado, tres de abuso sexual agravado, uno de violación, uno de corrupción de menores y uno de desacato.